# Pollimyrus nigricans
La Pollimyrus nigricans es una especie de pez migratorio de agua dulce perteneciente a la familia Mormyridae nativa de Burundi, Kenia, Tanzania, y Uganda. Su hábitat natural se encuentra en ríos, pantanos, lagos de agua dulce, además de diversos deltas interiores; así, se observa en las cuencas del Victoria, Nabugabo y Kyoga, río Kiruni y el alto Akagera, entre otras. Puede llegar a medir 100 mm.
Respecto al estado de conservación, se puede indicar que de acuerdo a la IUCN, esta especie puede catalogarse en la categoría de «menos preocupante (LC o LR/lc)».